# Simonne Voyer
Simonne Voyer est une ethnologue spécialisée en danse traditionnelle et professeure de l'Université Laval. Elle est née en 1913 et décédée le 8 octobre 2013.

## Biographie
Née à Montréal en octobre 1913, sixième d'une famille de neuf enfants, Simonne Voyer se destine d'abord pour la profession d'enseignante et obtient un diplôme Lettres-sciences de l'Université de Montréal en 1931.
Son intérêt pour les danses traditionnelles se manifeste lorsqu'elle assiste à un spectacle à l'Université Columbia, à New-York en 1949. Alors étudiante de cette institution, elle voit des étudiants étrangers qui y présentent des danses traditionnelles de leur pays, ce qui la pousse à explorer ses propres racines. La même année, elle obtient une maîtrise en éducation physique et en danse.
En 1950, revenue au Québec, elle intègre l'équipe des Archives de folklore de l'Université Laval et, sur le conseil de Madeleine Doyon, elle approfondit ses recherches en danse traditionnelle. Elle fonde et commence à diriger la troupe de danses Les Folkloristes du Québec un an plus tard et agit aussi en tant que chorégraphe pour le téléroman Cap-aux-sorciers produit par Radio-Canada.
Vers 1955, elle se lance dans la collecte de danses traditionnelles, qui jusque là avait été plus ou moins délaissée au profit de la chanson traditionnelle. Elle entreprend alors de recueillir des danses à travers le Québec et les Maritimes, d'en établir les caractéristiques et de retracer leur histoire. En 1984, alors âgée de 71 ans, elle dépose sa thèse de doctorat à l'Université Laval, intitulée La danse traditionnelle dans l'est du Canada : quadrilles et cotillons, fruit d'une trentaine d'années de recherches.